# Un tir dans la tête
Un tir dans la tête est un film espagnol réalisé par Jaime Rosales en 2008.

## Fiche technique
- Titre : Un tir dans la tête
- Titre original : Tiro en la cabeza
- Réalisation et scénario : Jaime Rosales
- Durée : 70 minutes
- Pays :  Espagne
- Date de sortie : 3 octobre 2008 en  Espagne ; 11 mars 2009 en  France

## Distribution
- Ion Arretxe
- Asun Arretxe
- Íñigo Royo